# Domingo Arenas, Puebla
Domingo Arenas är en kommunhuvudort i Mexiko.   Den ligger i kommunen Domingo Arenas och delstaten Puebla, i den sydöstra delen av landet, 80 km öster om huvudstaden Mexico City. Domingo Arenas ligger 2 452 meter över havet och antalet invånare är 5 812.
Terrängen runt Domingo Arenas är kuperad västerut, men österut är den platt. Terrängen runt Domingo Arenas sluttar brant österut. Runt Domingo Arenas är det ganska glesbefolkat, med 50 invånare per kvadratkilometer. Närmaste större samhälle är Cholula, 18,2 km sydost om Domingo Arenas. I omgivningarna runt Domingo Arenas växer huvudsakligen savannskog.